# 惟明親王
惟明親王（これあきしんのう）は、平安時代末期から鎌倉時代前期にかけての皇族。高倉天皇の第三皇子。品位は三品。

## 経歴
治承3年（1179年）4月11日、内裏の女房であった少将局（宮内大輔平義範の娘・範子）を母として生まれる（『山槐記』）。外祖母は平信重の娘で、兄弟には平信業・坊門局（円恵法親王・定恵法親王の生母）がおり、後白河法皇の院近臣層の出自であった。
寿永2年（1183年）に異母兄・安徳天皇が平家の都落ちに伴って西国へ下った際、同じく異母兄の守貞親王も皇太子に擬せられてこれに同行したことから、1歳年下の異母弟・尊成とともに皇嗣の有力候補となるが、結局皇位は尊成が継いだ（後鳥羽天皇）。『平家物語』によると、皇嗣を定めるために後白河法皇が両皇子を引見した際、惟明は法皇を見て大いにむずかった一方で、尊成は法皇に睦んだことからだというが、事実とは信じがたい。通説では母親（少将局平範子）の身分が低かったからともされているが、後白河院の寵愛があった坊門局の姪である母親を持つ惟明が他の皇子に劣るとは考えにくく、寿永元年（1181年）に平信業が亡くなったことで有力な後ろ盾を失った不運が不利に働いたと考えられる。それでも、後鳥羽天皇がまだ幼少であったことから、万が一に備えて皇位継承候補者として留められた。
文治5年（1189年）親王宣下を受け、建久6年（1195年）に後鳥羽天皇の生母・七条院（藤原殖子）の猶子となり元服して三品に叙せられる。承元4年（1210年）後鳥羽天皇の皇子・順徳天皇が即位すると、皇位継承の望みがなくなった不遇を儚んで、翌承元5年（1211年）出家し、以後は聖円入道親王と名乗った。ただし、惟明がこれまで在俗に置かれていたのは、異母弟である後鳥羽天皇も子供達も幼少で早世のリスクを抱えていたからであり、後鳥羽天皇が複数の皇子を抱え、更に皇位を譲って院政を始める時期になると、皇位継承権を持った異母兄の存在は警戒の対象になっていたと考えられ、惟明に対して出家を強要する政治的圧力がかかっていたとする見方もある（守貞親王についても同様のことが言え、実際に三左衛門事件の背景に皇位継承問題が関わっていたとする説もある）。承久の乱直前の承久3年（1221年）5月3日薨去。享年43。
惟明の死から2か月後、承久の乱に勝利をした鎌倉幕府は、後鳥羽上皇を配流して仲恭天皇を廃位とした上で、後鳥羽上皇の子孫以外の皇族を天皇に立てる方針を打ち出した。このとき、惟明の末子である国尊王（交野宮）も候補者であったと考えられるが、父である惟明が亡くなっていたために院政を行う治天の君が得られないという判断から、健在であった守貞親王の子から次代の天皇を出すことが決定され、後堀河天皇が即位することになる。守貞も惟明の死から2年後に死去しているため、亡くなった時期のわずかな違いが子孫の運命を分ける形となった。
和歌に優れており、式子内親王や藤原定家などの当代随一の歌人とも親交が深かった。『新古今和歌集』（6首）以降の勅撰和歌集に33首が収められている。

## 系譜
- 父：高倉天皇
- 母：平範子（少将局） - 平義範の娘
- 妻：藤原公時の娘
- 妻：源通資の娘
- 妻：白河染殿僧都の娘[5]
  - 男子：尊雲 - 法印大阿闍梨
  - 男子：聖海 - 醍醐寺座主
  - 男子：国尊王[6]（交野宮、片野宮、雲林宮麿尊王） - 大智院
  - 孫：醍醐宮（大豊王） - 国尊王の子
  - 孫：栗野宮（宇明王） - 国尊王の子
  - 玄孫：高桑宮 - 醍醐宮の子
  - 玄孫：尾崎宮 - 醍醐宮の子
  - 玄孫：万寿（万寿宮） - 醍醐宮の子